# Districte de Majune
El districte de Majune és un districte de Moçambic, situat a la província de Niassa. Té una superfície de 9.059 kilòmetres quadrats. En 2007 comptava amb una població de 29.072 habitants. Limita al nord amb el districte de Mavago, a l'oest amb els districtes de Muembe, Chimbonila i N'gauma, al sud amb els districtes de Mandimba i Maúa, i a l'est amb el districte de Marrupa.

## Divisió administrativa
El districte està dividit en tres postos administrativos (Majune, Muaquia i Nairrubi), compostos per les següents localitats:
- Posto Administrativo de Majune:
  - Majune
- Posto Administrativo de Muaquia:
  - Muaquia
- Posto Administrativo de Nairrubi:
  - Nairrubi